# Renault Clio Sport
Renault Clio Sport – francuski samochód typu hot-hatch bazujący na Renault Clio II. Produkowany przez Renault Sport w latach 2000-2005. Samochód wyposażony był w czterocylindrową, szesnastozaworową, jednostkę benzynową o pojemności skokowej dwóch litrów, ze zmienną fazą rozrządu po stronie ssącej, o mocy od 172 do 182 KM oraz pięciobiegową skrzynię biegów. 
Fazy Clio II Sport:
- Clio 172 Ph1 – wprowadzone w 2000 r. Produkowane przez niecały rok – z tego powodu liczba egzemplarzy jaka została wyprodukowana jest niewielka. Clio Sport Ph1 wchodząc na rynek w 2000 roku było jednym z najmocniejszych samochodów w klasie. Bardzo chętnie używane w sporcie motorowym. Uważane jest za bardzo dobrą bazę na rajdówkę z powodu stosunkowo wysokiej mocy w klasie pojemności do dwóch litrów, niskiej masy i prostej konstrukcji. Renault Sport wyposażyło pierwszą fazę swojego hot-hatcha w silnik F4R 730, który od późniejszych wersji odróżnia się mechaniczną przepustnicą oraz powrotnym układem paliwowym. Jednostką napędową steruje komputer Siemens Sirius 32. Sterowanie zapłonem oraz wtryskami odbywa się w połowicznej sekwencji.
- Clio 172 Ph2 – wprowadzone na rynek w 2001r. Samochód, mimo że bazuje praktycznie na tym samym nadwoziu oraz tych samych podzespołach mechanicznych, zyskał nowocześniejszy wygląd oraz bogatsze wyposażenie. W standardzie znajdowały się takie pozycje jak klimatyzacja automatyczna, reflektory ksenonowe oraz czujniki deszczu i zmierzchu. Samochód lekko zyskał na masie, jednak nie stracił swojego sportowego charakteru. Przełożenie skrzyni biegów zostało skrócone, aby przyspieszenie Ph2 nie ustępowało przyspieszeniu znanemu z Ph1. Stabilizator zawieszenia tylnego został usztywniony w stosunku do Ph1. Zmieniono silnik na F4R 736, a sterownik Sirius 32 został zastąpiony Siriusem 34, który obsługiwał drugą sondę lambda oraz elektroniczną przepustnicę. Sygnał o prędkości samochodu był teraz przechwytywany z czujników systemu ABS, a nie z impulsatora umieszczonego w obudowie mechanizmu różnicowego jak w Ph1.
- Clio 182 Ph3 – wprowadzony w 2004r jako ewolucja fazy drugiej, produkowana przez rok. Napędzany przez jednostkę F4R 738. Mechanicznie wyróżnia go wytrzymalszy i nieco cięższy wał korbowy[3] oraz moc podniesiona do 182 KM za pośrednictwem kolektora wydechowego w układzie 4-2-1, lepiej wykonanego kolektora ssącego, a także agresywniejszych ustawień komputera silnika, który w późniejszej fazie produkcji został zmieniony na sterownik Siemens EMS 3134. Tylne zawieszenie kolejny raz otrzymało sztywniejszy stabilizator[4]. Wizualne zmiany obejmowały srebrne reflektory oraz podwójny wydech umieszczony na środku tylnego zderzaka. Zastosowanie takiego układu wydechowego skutkowało usunięciem wnęki na koło zapasowe w bagażniku.

Późne wersje Ph1 cechowały się tym, że jedynie wizualnie były samochodami sprzed face liftingu. Mechanicznie były to samochody identyczne jak Ph2, jednak wyglądały bliźniaczo do Ph1 oraz miały listwy boczne i klamki w kolorze nadwozia.

## Dane techniczne
|                                | Phase I                | Phase II               | Phase III                  |
| ------------------------------ | ---------------------- | ---------------------- | -------------------------- |
| Okres budowy                   | 01/2000 - 06/2001      | 06/2001 - 12/2003      | 01/2004 - 10/2005          |
| Typ silnika                    | F4R 730                | F4R 736                | F4R 738                    |
| Rodzaj silnika                 | benzynowy R4 z VVT     | benzynowy R4 z VVT     | benzynowy R4 z VVT         |
| Liczba zaworów na cylinder     | 4                      | 4                      | 4                          |
| Przepustnica                   | mechaniczna            | elektroniczna          | elektroniczna              |
| Chłodzenie                     | cieczą                 | cieczą                 | cieczą                     |
| Komputer Sterujący             | Siemens Sirius 32N     | Siemens Sirius 34      | Siemens Sirius 34/EMS 3134 |
| Średnica cylindra × skok tłoka | 82.7 x 93 mm           | 82.7 x 93 mm           | 82.7 x 93 mm               |
| Pojemność                      | 1998 cm³               | 1998 cm³               | 1998 cm³                   |
| Stopień sprężania              | 11.0: 1                | 11.0: 1                | 11.0: 1                    |
| Moc maksymalna                 | 124 kW (172 KM) / 6250 | 124 kW (172 KM) / 6250 | 132 kW (182 KM) / 6500     |
| Max. moment obrotowy           | 200 Nm / 5400          | 200 Nm / 5400          | 200 Nm / 5250              |
| Masa sucha                     | 1059 kg                | 1121 kg                | 1090 kg                    |
| Prędkość maksymalna            | 220 km/h               | 220 km/h               | 220 km/h                   |
| Przyspieszenie 0-100 km / h    | 7.2 s                  | 7.2 s                  | 7.1 s                      |

## Wersje specjalne
- Cup 172 – wersja specjalna modelu ph2. Posiada obniżone oraz w lekkim stopniu przekonstruowane zawieszenie. Wersje Cup nie posiadają klimatyzacji, reflektorów ksenonowych oraz Abs-u. Fotele skórzano-alcantarowe zostały zastąpione zwykłymi bez zagłówków w tylnej kanapie. Wszystkie zmiany podyktowane są obniżaniem masy oraz jak najlepszymi osiągami w warunkach sportowych.
- Jean Ragnotti – inna nazwa modelu Cup produkowana na niektóre rynki. Nazwana na cześć francuskiego kierowcy rajdowego, Jeana Ragnottiego, jeżdżącego dla zespołu Renault. Wersja ta produkowana była tylko w kolorze niebieskim metalicznym.
- Exclusive – od zwykłych Clio Sport różniła się m.in. ciemnozielonym kolorem dostępnym tylko w tej wersji, felgami 15 BBS oraz najbogatszym wyposażeniem wnętrza zawierającym skórzaną tapicerkę oraz zmieniarkę CD. Numery serii umieszczone są na listwach bocznych, widoczne po otwarciu drzwi.
- Trophy 182 – najbardziej wyczynowa wersja Clio II Sport. Wyposażona między innymi w zaawansowane zawieszenie firmy Sachs oraz fotele Recaro Trendline. Przez ekspertów uważana za jeden z najlepszych samochodów z napędem na przednią oś. Poszukiwana na rynku wtórnym przez co osiąga wysokie kwoty na aukcjach. Wyprodukowana w liczbie 550 egzemplarzy. 500 z kierownicą po prawej stronie oraz tylko 50 z kierownicą po lewej stronie. Wszystkie 500 RHD trafiło na rynek Wielkiej Brytanii. Seria 50 sztuk LHD w całości trafiła do Szwajcarii.

Następcą modelu Clio II Sport było Clio III RS, także wyposażone w silnik z rodziny F4R o mocy 197-201 KM. W 2013r pojawiła się IV generacja Clio RS, wyposażona w turbodoładowany silnik M5M o pojemności 1.6l oraz dwusprzęgłową automatyczną skrzynie biegów. 